# Transplantationsgesetz (Schweiz)
Das Transplantationsgesetz regelt, gestützt auf Art. 119a der Bundesverfassung, die Transplantation von Organen, Geweben und Zellen in der Schweiz. Es wurde am 8. Oktober 2004 vom Schweizer Parlament verabschiedet. Mit dem Inkrafttreten des Gesetzes wurde die bisherige Rechtszersplitterung auf dem Gebiet der Transplantationsmedizin in der Schweiz durch eine einheitliche und umfassende Gesetzgebung ersetzt.

## Grundaussagen des Gesetzes
Die Grundzüge des Transplantationsgesetzes lassen sich wie folgt zusammenfassen:
- Die Spende menschlicher Organe, Gewebe und Zellen ist unentgeltlich, der Organhandel ist verboten.
- Für die Entnahme von Organen, Geweben oder Zellen bei verstorbenen Personen gilt die erweiterte Zustimmungslösung. Demnach ist das Vorliegen der Zustimmung der spendenden Person Voraussetzung für eine rechtsgültige Spende. Wenn diese Person keinen Willen geäußert hat, bedarf es der Zustimmung der nächsten Angehörigen. Frühestens im Jahre 2023 kann eine vom Parlament am 1. Oktober 2021 beschlossene Gesetzesänderung in Kraft treten, welche eine erweiterte Widerspruchslösung einführt: alle Verstorbenen kommen als Spender in Frage, wenn sie nicht zu Lebzeiten ausdrücklich einer Organspende widersprochen haben. Angehörige können eine Organspende ablehnen.[1]
- In der Frage des Todeskriteriums gilt das so genannte «Hirntod»-Konzept, wonach ein Mensch tot ist, wenn die Funktionen seines gesamten Hirns irreversibel ausgefallen sind.
- Die Lebendspende von Organen, Geweben und Zellen ist zulässig, wobei eine verwandtschaftliche Beziehung oder eine besonders enge emotionale Bindung zwischen spendender und empfangender Person nicht vorausgesetzt wird.
- Oberstes Ziel bei der Zuteilung von Organen ist die Gerechtigkeit. Niemand darf diskriminiert werden. Als massgebende Kriterien kommen die medizinische Dringlichkeit und der medizinische Nutzen einer Transplantation, die Chancengleichheit sowie die Wartezeit in Betracht. Die Zuteilung erfolgt durch eine Nationale Zuteilungsstelle (→ Swisstransplant).
- Der Schweizer Bundesrat (Regierung) hat die Kompetenz, die Zahl der Transplantationszentren zu beschränken.
- Die Transplantation embryonaler oder fötaler menschlicher Gewebe oder Zellen, sowie die Xenotransplantation sind nur mit einer Bewilligung des Bundesamtes für Gesundheit (BAG) möglich.

Das Transplantationsgesetz ist Grundlage für fünf Ausführungsverordnungen:
- Transplantationsverordnung
- Organzuteilungsverordnung
- Organzuteilungsverordnung EDI
- Xenotransplantationsverordnung
- Transplantationsgebührenverordnung

## Revision
Infolge der Revision des Transplantationsgesetzes kam es zur eidgenössischen Volksabstimmung über die Änderung des Transplantationsgesetzes und Volksinitiative «Organspende fördern – Leben retten». Zentraler Bestandteil des revidierten Transplantationsgesetzes ist die erweiterte Widerspruchslösung. Am 15. Mai 2022 wurde der indirekte Gegenentwurf mit 60,2 % Ja-Stimmen angenommen. Mit der Umsetzung des neuen Gesetzes wird frühestens ab 2025 gerechnet.